# Edon Zhegrova
Edon Zhegrova (Herford, 31 maart 1999) is een In Duitsland geboren Kosovaars voetballer. Hij is een flankaanvaller en speelt sinds 2021 voor Lille OSC

## Carrière

### Jeugd
Edon Zhegrova werd in 1999 in het Duitse Herford geboren uit Kosovaarse ouders uit de stad Lipjan. Zijn ouders waren omwille van de Kosovo-oorlog naar Duitsland gevlucht. Op tweejarige leeftijd verhuisde hij met zijn familie naar Pristina.
In Kosovo voetbalde hij bij de jeugd van KF Flamurtari en KF Pristina. In 2014 ging de scoutingcel van Standard Luik, in samenwerking met de Albanese makelaars Abazi Xhevat en Luan Ahmetaj, op zoek naar jonge talenten uit het Albanese voetbal. Standard kwam zo Edon Zhegrova op het spoor. In juni 2015 werd hij naar Luik gehaald, waarna hij niet veel later de overstap maakte naar Sint-Truidense VV. Beide clubs waren in die periode aan elkaar gelieerd via eigenaar Roland Duchâtelet.

### KRC Genk
Op zijn achttiende verjaarddag, op 31 maart 2017, tekende Zhegrova een contract bij KRC Genk. Dit tot grote ergernis van Roland Duchâtelet, die vond dat het talent op ongepaste wijze was weggesnoept bij Sint-Truiden. Op 10 september 2017 maakte de dribbelvaardige middenvelder zijn officieel debuut voor Genk. Hij mocht toen in een uitwedstrijd tegen AA Gent na 80 minuten invallen voor ploeggenoot Roeslan Malinovski. Op 9 december 2017 scoorde hij in een thuiswedstrijd tegen KAS Eupen zijn eerste doelpunt voor de Limburgse club.
Op 4 februari 2019 kondigde Genk aan dat Zhegrova voor anderhalf seizoen op huurbasis bij het Zwitserse FC Basel aan de slag ging, dat daarbij ook een optie tot koop bedong. Zhegrova debuteerde op 23 februari 2019 voor Basel in de uitwedstrijd tegen Neuchâtel Xamax FCS, hij mocht na 83 minuten invallen voor Valentin Stocker. Basel won deze wedstrijd uiteindelijk ook met 0-2. In zijn eerste half seizoen bij Basel werd meteen de bekercompetitie gewonnen. In de finale tegen FC Thun, die met 2-1 werd gewonnen, bleef Zhegrova 90 minuten op de bank. Net als in zijn eerste halve seizoen wisselde Zhegrova in het seizoen 2019/20 geregeld van een plek in de basis naar een plek op de bank. Op 25 september wist hij zijn eerste doelpunt te scoren in de thuiswedstrijd tegen FC Zürich. Na afloop van het seizoen 2019/20 was de huurperiode van Zhegrova over, de aankoopoptie werd niet gelicht aangezien de opgelegde aankoopprijs te hoog werd bevonden door Basel.
In september 2020 kondigde Genk via haar officiële kanalen aan dat Zhegrova terug zal aansluiten bij de club waar hij nog een contract tot juni 2021 heeft.

## Statistieken
| Seizoen | Club       | Land                 | Competitie      | Competitie | Competitie | Beker | Beker | Supercup | Supercup | Europees | Europees | Totaal | Totaal |
| Seizoen | Club       | Land                 | Competitie      | Wed.       | Dlp.       | Wed.  | Dlp.  | Wed.     | Dlp.     | Wed.     | Dlp.     | Wed.   | Dlp.   |
| ------- | ---------- | -------------------- | --------------- | ---------- | ---------- | ----- | ----- | -------- | -------- | -------- | -------- | ------ | ------ |
| 2017/18 | KRC Genk   | Vlag van België      | Eerste klasse A | 13         | 1          | 2     | 0     | –        | –        | –        | –        | 15     | 1      |
| 2018/19 | KRC Genk   | Vlag van België      | Eerste klasse A | 7          | 1          | 1     | 1     | –        | –        | 4        | 2        | 12     | 4      |
| 2018/19 | → FC Basel | Vlag van Zwitserland | Super League    | 8          | 0          | 1     | 0     | –        | –        | –        | –        | 9      | 0      |
| 2019/20 | → FC Basel | Vlag van Zwitserland | Super League    | 14         | 2          | 1     | 0     | –        | –        | 3        | 0        | 18     | 2      |
| 2020/21 | FC Basel   | Vlag van Zwitserland | Super League    | 13         | 1          | 1     | 0     | –        | –        | –        | –        | 14     | 1      |
| TOTAAL  | TOTAAL     | TOTAAL               | TOTAAL          | 55         | 5          | 6     | 1     | 0        | 0        | 7        | 2        | 68     | 8      |

## Internationaal
Zhegrova debuteerde op 24 maart 2018 voor het Kosovaars voetbalelftal in de oefenwedstrijd tegen Madagaskar. Hij scoorde in deze wedstrijd het enige doelpunt in de 1-0 overwinning en was zo in zijn eerste interland meteen matchwinnaar.

### Lijst van interlanddoelpunten
| Nr° | Interland         | Datum         | Uitslag | Speelminuten | Goals | Assists | Geel | Rood |
| --- | ----------------- | ------------- | ------- | ------------ | ----- | ------- | ---- | ---- |
| 1   | Kosovo-Madagaskar | 24 maart 2018 | 1-0     | 80           | 1     | 0       | /    | /    |
| 3   | Albanië-Kosovo    | 29 mei 2018   | 0-3     | 31           | 1     | 0       | /    | /    |

## Palmares
| Beker van Zwitserland | 1x | 2018/19 |